# Liste der Bischöfe von Toul

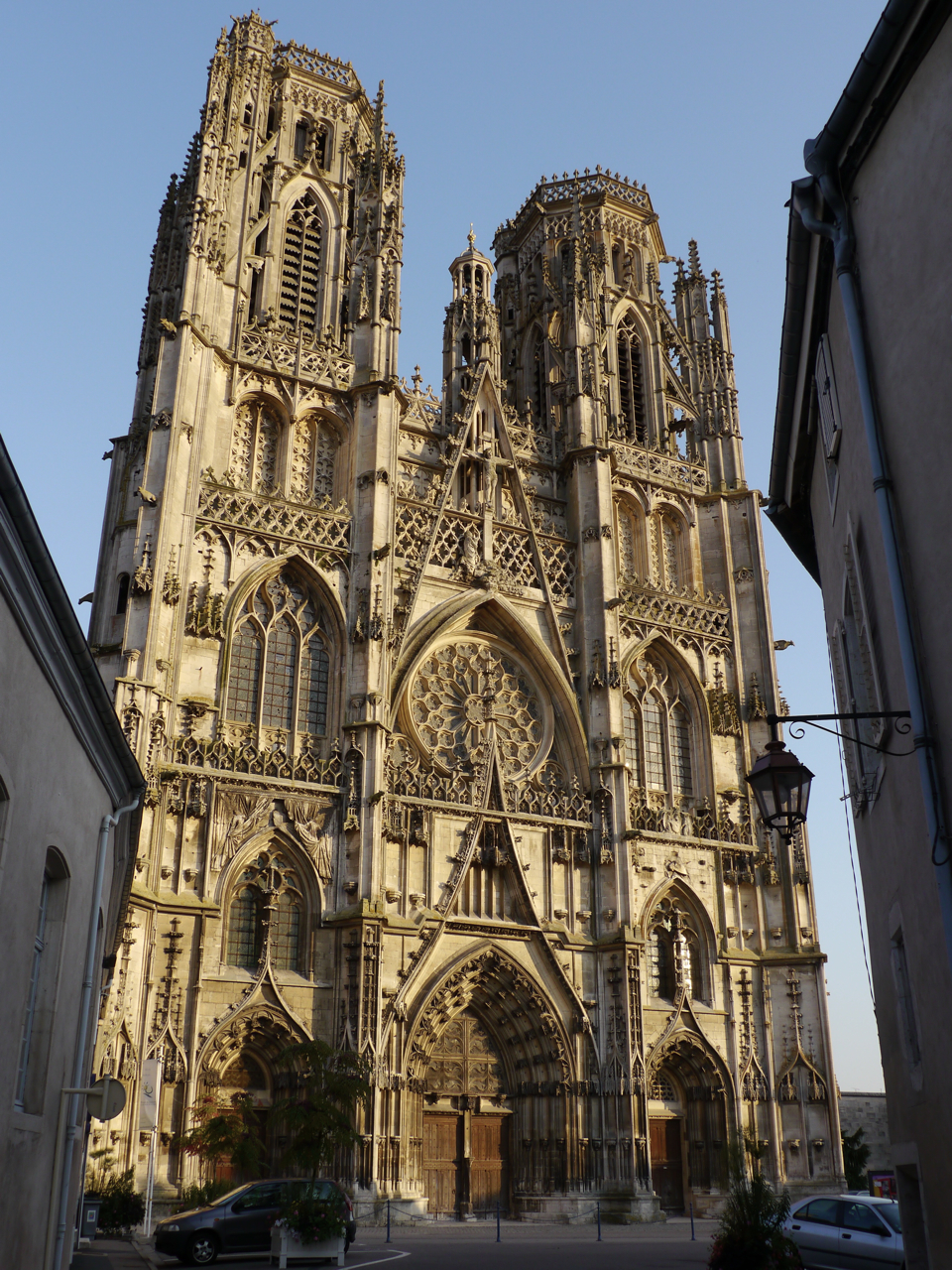
Kathedrale von Toul

Die folgenden Personen waren Bischöfe und Fürstbischöfe des Bistums Toul (heute Frankreich):
- Mansuetus 338–375
- Amon um 400
- Alchas um 423
- Gelsimus um 455
- Auspicius um 478
- Ursus ab 490
- Aper 500–507
- Aladius 508–525?
- Trifsorich 525–532
- Dulcitius 532?–549
- Alodius ab 549
- Premon
- Antimund
- Eudolius ab 602
- Theofred 640–653
- Bodo um 660
- Eborinus ab 664
- Leudinus Bodo 667?–669
- Adeotatus 679–680
- Ermentheus um 690
- Magnald ca. 695?
- Dodo um 705
- Griboald 706–739?
- Godo 739?–756
- Jakob I. 756–767
- Borno 775–794
- Wannich 794?–813
- Frothar 814–846
- Arnulf 847–871
- Arnald 872–894
- Ludhelm 895–905
- Drogo 907–922
- Gauzlin 922–962
- Gerhard I. 963–994
- Stephen 994–995
- Robert 995–996
- Berthold 996–1019
- Hermann 1020–1026
- Bruno von Egisheim 1026–1051, der spätere Papst Leo IX.
- Odo 1052–1069
- Pibo 1070–1107
- Richwin 1108–1124
- Heinrich I. von Lothringen 1127–1167
- Pierre de Brixey 1168–1192
- Eudes I. de Vaudemont 1192–1198
- Mathieu de Lorraine 1198–1206, † 1217
- Renaud de Senlis 1210–1217
- Gerard II. de Vaudemont 1218–1219
- Eudes II. de Sorcy 1219–1228
- Garinus 1228–1230
- Rogier de Marcey 1231–1251
- Giles de Sorcy 1253–1271
- Konrad II. von Tübingen (= Konrad Probus) 1272–1296
- Johann I. von Sierck 1296–1305
- Vito Venosa 1305–1306
- Eudes III. de Grançon 1306–1308
- Giacomo Ottone Colonna 1308–1309
- Jean II. de Arzillières 1309–1320
- Amatus von Genf 1320–1330
- Thomas de Bourlémont 1330–1353
- Bertram de la Tour 1353–1361 (Haus La Tour d’Auvergne)
- Pietro di la Barreria 1361–1363
- Johann von Hoya 1363–1372
- Johann IV. von Neuenburg 1373–1384, † 1398
- Savin de Floxence 1384–1398
- Philipp II. de la Ville-sur-Illon 1399–1408
- Heinrich II. de la Ville-sur-Illon 1408–1436
- Louis de Haraucourt 1437–1449
- Guillaume Fillastre der Jüngere 1449–1460
- Jean V. de Chevrot 1460
- Anton I. von Neuenburg 1461–1495
- Ulrich von Blankenberg 1495–1506
- Hugh des Hazards 1506–1517

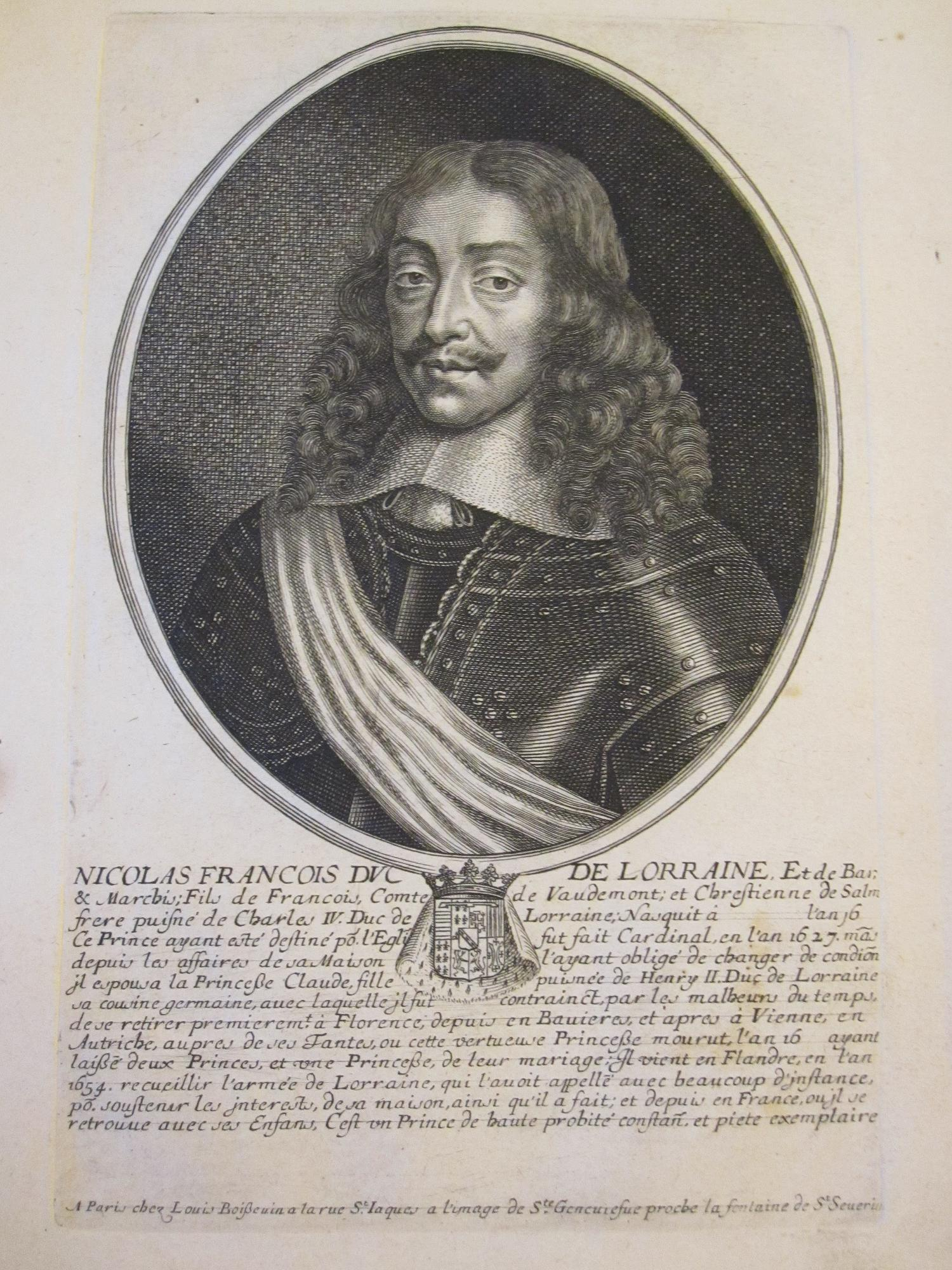
Nikolaus Franz, Kardinal, Herzog von Lothringen

- Jean de Lorraine 1517–1524, † 1544 (auch Bischof von Verdun 1523–1544)
- Hector de Ailly-Rochefort 1526–1532
- Jean de Lorraine (erneut) 1532–1537
- Antoine II. Pellagrin 1537–1542
- Jean de Lorraine (erneut) 1542–1543, † 1544
- Toussaint de Hossey 1543–1565
- Pierre III. de Châtelet 1565–1580
- Charles de Lorraine de Vaudémont 1580–1587 (auch Bischof von Verdun 1585–1587)
- Christopher de la Vallée 1589–1607
- Jean VII. Porcelet de Maillane 1609–1624
- Nicolas François de Lorraine 1625–1634
- Charles Chretien de Gournay 1634–1637
- Henri Arnauld 1637
- Paul Fieschi (Paolo Fiesco, de Fiesque) 1643–1645
- Jacques Lebret 1645
- André du Saussay 1649–1675
- Jacques II. de Fieux 1676–1687
- Henri Pons de Thiard de Bissy 1687–1704 (Kardinal, auch Bischof von Meaux 1704–1737)
- François Blouet de Camilly 1706–1723
- Scipion-Jérôme Begon 1723–1753
- Claude Drouâs de Boussey 1754–1773
- Etienne-François-Xavier des Michels de Champorcin 1773–1802

Danach wurden das Bistum Toul mit dem Bistum Nancy vereinigt, siehe auch Bischöfe von Nancy.